# 官寺
官寺（かんじ）とは、国家の監督を受ける代わりに国家より経済的保障を与えられた寺院。寺格の一つ。狭義には食封や墾田保有権（荘園私有の権利）を国家から与えられて、運営が行われている寺院のことを指すが、広義には朝廷または国衙が伽藍の造営・維持のための費用その他を拠出している寺院を指す。
一般的に大寺（官大寺）と同義と考えられているが、国分寺・国分尼寺も先述の定義に該当するため、広義の官寺に含んで考えられる事も多い。また、これよりも小規模な有封寺（有食封寺）・諸寺と言った寺院も存在した。更に皇室の私寺的色彩の強い勅願寺や有力な貴族・豪族の氏寺であった私寺のうち官の保護を受けた定額寺も官寺に准じて扱われることがある。
中世以降は、幕府が特に保護・帰依した禅宗の寺院を官寺と呼ぶ。

## 概説
主に鎮護国家の理念に基づいて設立建立され、国家及び天皇・及び皇室の安泰を祈願するための法会などが行われた。ただし、有封寺や定額寺のうちには有力な貴族・豪族の氏寺であった私寺が官の保護を受けて官寺化した例もある。
原則として大寺・国分寺などは封戸・寺田及び出挙稲が朝廷・国衙より支給され、同様に有封寺には封戸が、定額寺・勅願寺などは寺田及び出挙稲が朝廷・国衙より支給された。その一方で、中央からは僧綱、地方では国司及び購読師によって管理・監督されて、僧侶には得度を経て国家による正式な度牒を受けた官僧が配されて僧尼令によって統制された（ただし私寺性の強い定額寺・勅願寺には僧綱らによる監督が及ばなかったあるいは限定的であったと言われている）。また、中央の大寺には造寺司という特定寺院の造営・管理のためだけの令外官も設置されていた。
食封の期限は大寺・国分寺は半永久的、有封寺は天武天皇9年の勅によって30年とされていたが、前者は宝亀11年（780年）には天皇1代に限定（天皇の代替りとともに更新）され、後者は大宝律令によって5年（これも更新された）と期限が付けられた。だが、宇佐八幡宮神託事件以後、桓武天皇が僧侶の政治関与の排除や財政再建のために寺院統制の強化や封戸の削減を行い、更に朝廷が信頼のおける僧侶を座主・別当・長者などに任命して三綱に代わって寺院の支配を行わせた。
平安時代中期以後には律令制の弛緩によって官寺は衰微し、中には他の寺院の末寺となったり廃絶となる寺院も現れた。しかし、こうした国家による寺院の保護・統制政策自体は鎌倉幕府の関東祈願寺、室町幕府の五山十刹、江戸幕府の寺院諸法度などに継承されていると言える。

## 歴史
舒明天皇11年（639年）から造営の始まった百済大寺（後の大官大寺・大安寺）が天皇家の発願による最初の官寺であり、奈良県桜井市の吉備池廃寺が寺跡に比定されている。
『日本書紀』天武天皇9年（680年）4月の記事に「官司治むる」「国大寺二三」という文言が見られるが、これは皇室とのつながりの深い大官大寺・川原寺（現・弘福寺）両寺と蘇我氏の氏寺でありながら飛鳥の中心寺院として大化の改新以後には代わって朝廷の保護を受けた法興寺（飛鳥寺）を加えた各寺院のこととされている。
続いて『続日本紀』大宝2年（702年）12月の記事には、「四大寺」という文言が見られ、これは前述の3寺に薬師寺を加えた4寺を指すと考えられている（藤原京四大寺）。その後、平城京遷都に伴い、大官大寺は新京に移されて大安寺と改名し、法興寺も移転されて元興寺と改名された（なお、法興寺の旧施設も別院として残されて後に本元興寺として独立する）。
続いて同じく天平勝宝8歳（8年、756年）には先の「四大寺」に更に興福寺・東大寺・法隆寺の3寺を加えた計7寺が「七大寺」として記されている（ただし、川原寺を外して西大寺を加えた後世「南都七大寺」と呼ばれた寺院を指すとする説もある）。更に同じく宝亀元年（770年）4月の記事では「十二大寺」が記録されている。この12寺がどこを指すのかは不明。
延暦10年（791年）には四天王寺・崇福寺と西大寺（あるいは川原寺）を加えて「十大寺」とした。更に『延喜式』においては大寺のうち、「十大寺」と唐招提寺・新薬師寺・本元興寺（法興寺から分離、現・飛鳥寺）・東寺・西寺を「十五大寺」とした。ただし、本元興寺を外して法華寺を入れる異説がある他、梵釈寺や建興寺（豊浦寺、現・向原寺）のように「十五大寺」に含まれないが待遇面では大寺の待遇を受けていた寺院や戒壇が置かれた観世音寺・下野薬師寺なども当然に大寺の待遇を受けており、この時期になると名数自体には深い意味は無かったと考えられている。
なお、『拾芥抄』は、東大寺、興福寺、薬師寺、元興寺、大安寺、西大寺、法隆寺、新薬師寺、不退寺、法華寺、超昇寺（超勝寺）、龍興寺、唐招提寺、宗鏡寺、崇福寺を十五大寺とする。龍興寺に変わり太后寺を加える説あり。